# 1474 az irodalomban
Az 1474. év az irodalomban.

## Születések
- szeptember 8. – Ludovico Ariosto itáliai költő, író, az Orlando furioso (Őrjöngő Lóránd) című eposz szerzője († 1533)
- 1474 körül – Stephen Hawes angol költő († 1523)